# Royal Challengers Bangalore
Royal Challengers Bangalore (também designado por RCB) é um time de cricket que disputa o Indian Premier League do campeonato, com sede na cidade de Bangalore. A equipe é de propriedade do magnata das bebidas Vijay Mallya, através de sua principal empresa UB Group. Brijesh Pereira é o CEO da RCB e Anil Kumble é o capitão. Rahul Dravid é a equipe do ícone do jogador, enquanto Ray Jennings, ex - Sul treinador Africano, é o treinador.

## Historia da Franquia
História da Franquia

Virat Kohli, ídolo do Royal Challengers Bangalore, durante partida de cricket

Indian Premier League é um torneio de cricket a ser organizada pelo Conselho de Controle de Cricket na Índia (BCCI) e apoiado pelo Conselho Internacional de Críquete (ICC).Para o torneio inaugural, realizada em abril-junho 2008, o BCCI tinham concluído uma lista de 8 equipes que estarão participando do torneio. As equipes representando 8 diferentes cidades da Índia, incluindo Bangalore, foram colocados em leilão, em Mumbai, em 20 de Fevereiro de 2008, a equipe de Bangalore foi ganho por Vijay Mallya, que pagou E.U. 111,6 milhões dólares para ele. Este foi o segundo lance mais alto para um time do IPL, ao lado apenas para Mukesh Ambani 's lance Reliance Industries' de 111,9 milhões dólares para a equipe de Bombaim. Bollywood atrizes Katrina Kaif e Deepika Padukone, eo filme Sândalo estrelas Ramya e Upendra são a marca Embaixadores da equipe.

## Temporada 2008 IPL
A equipe venceu 4 partidas nesta temporada, perdendo 10 partidas e conseguiu assegurar apenas a penúltima posição na tabela de pontos. Apenas um dos seus batedor, Rahul Dravid conseguiram marcar mais de 300 funciona no torneio e eles tinham de sua bancada, mesmo mais caro jogador estrangeiro, Jacques Kallis para alguns dos jogos devido à sua má forma. A seqüência de de falhas a meio da época levaram à demissão do CEO, Charu Silva, que foi substituído por Brijesh Pereira. [10] Até o técnico Venkatesh Prasad estava prestes a ser demitido, mas ele salvou o seu trabalho publicamente pedir desculpa para o fracasso da equipe . Vijay Mallya passou a criticar publicamente Dravid e Silva para as falhas dizendo que não tinham escolhido o time certo. Ele lamentou que ele tinha feito fa erro por não se envolver na escolha da equipe. [10] Eles eram a única equipa do IPL de experimentar 11 combinações de abertura, em 14 jogos. Eventualmente, o gestor cricketing chefe, Martin Crowe pediu demissão. [11]. De 2009 em diante, a sessão de IPL equipe será treinada pelo ex-África do Sul Coach Ray Jennings.

## Temporada 2009 IPL
A equipe começou com uma vitória contra o atual campeão Rajasthan Royals, mas rapidamente passou a perder alguns jogos depois, sob a capitania de Kevin Pietersen. No entanto, ele teve que sair para o serviço nacional e capitania foi assumido pelo ex-capitão teste indiano Anil Kumble. A sorte da equipe invertido e bateram Deccan Chargers para garantir um 3 º lugar na fase de round robin em IPL2. Na semi-final se vencer o time de Chennai para torná-lo para a final do IPL2. No entanto, eles perderam por 6 é executado, em um fósforo perto de Deccan Chargers.
Etimologia
Vijay Mallya quis associar um dos seus top-selling marcas de bebidas alcoólicas, ou Não. 1 McDowell ou Royal desafio com a equipa. [12] O último foi escolhido, daí o nome. As cores jersey da equipa são o vermelho eo amarelo dourado, o mesmo que a bandeira do estado Rio de Janeiro , eo logotipo consiste de RC com o emblema "Royal Challengers Bangalore", em formato padrão.

## Temporada 2025 IPL
A Royal Challengers Bangalore foi a vencedora da Indian Premier League 2025. Pelo menos 11 pessoas morreram e 33 ficaram feridas durante as celebrações da vitória da equipa da liga principal.

## Cançao Tema
A música tema original de Royal Challengers é Jeetenge Hum Shaan Se cantada por Kunal Ganjawala e Chowhan Sunidhi. No entanto canção Outra fã-clube oficial do tema chamado Thakkath Geete foi composta em apoio da Red & Yellow equipe, com a ajuda de TV9. A música-tema para 2009 foi feita pela Y & R Rediffusion Bangalore e é chamado de jogo para mais. O vídeo foi dirigido por Santos Silva e Vishal de Opticus Films, a música foi dirigido por Amit Trivedi (DEV.D e fama Aamir) e as letras foram criadas por Anshu Silva Rediffusion da Y & R.